# 唱给世界听
《唱给世界听》（英文：Sing Tour），是2019年澳大利亚申亿传媒（WZMedia）联合爱奇艺推出的华语流行音乐海外真人秀节目，由灿星制作团队制作。

## 节目形式
《唱给世界听》汇集12位中国音乐人，前往澳大利亚悉尼进行为期1个月的海外音乐游学生活，并邀请苏醒、周深等作为导师参与节目的拍摄录制。
2019年4月25日起，《唱给世界听》总计8期节目于每周四晚8:00点陆续上线爱奇艺综艺频道。除了以综艺节目形式播出之外，第八期全球公演于6月2号在悉尼The Star进行，由黄龄担任主持人，Vitas、周深、苏醒、王若琳组成的音乐推荐人共同评选出《唱给世界听》的年度最强声音。

## 参演嘉宾

### 导师、音乐推荐人、主持人
- 周深，在节目中担任导师和音乐推荐人，是首次以导师的身份参加综艺节目。在节目中还展示了英语（第四期）和俄语[7]的语言能力。
- 苏醒，曾留学悉尼，这次是故地重游。在节目中担任导师和音乐推荐人。
- Vitas ( 俄羅斯), 以歌曲《歌剧2》中的海豚音闻名世界。在第八期总决赛中担任音乐推荐人。
- 王若琳，在第八期总决赛担任音乐推荐人。
- 黄龄，在第七期节目中担任表演嘉宾，在第八期总决赛担任主持人。
- TANGRAM男团，在第七期节目中担任表演嘉宾。

### 首发学员
- 洪成龙（Alex), 美籍华裔音乐人，英语讲得比汉语好[8]
- 陈旭侃, 总决赛亚军
- 海城,
- 李宝儿,
- 刘雪婧, 《中国新歌声》汪峰组10强，2018年4月获得第二十二届全球华语音乐榜中榜“Channel V传媒推荐内地歌手”奖[9]。
- 彭席彦，《梦想的声音》三季以来唯一挑战四位导师成功的学员[10]，《唱给世界听》首次摸底考核第一名[11]，总决赛冠军[12]。
- 谭秋娟（Tiger）,《中国好声音》李健组四强[13]
- 温雅, 获得最佳人气奖
- 汪佳辰[14],
- 许天奇, 总决赛季军
- 赵锴羿,
- 张书涵

## 节目列表
2019-04-25第一期 十二位选手集结完毕！周深苏醒化身严厉导师突袭
本期节目中，十二位选手先后出场做自我介绍，然后在事先并未告知的情况下被一个个叫去演播厅，面对导师周深和苏醒以及数百位观众进行演唱，作为出发前的摸底考核。演唱完毕之后，两位导师对选手的演唱进行点评，并告诉他们可以改进的方向。选手有一个自我评估的打分，观众也根据每个选手的表现给一个分数。
2019-05-02第二期 苏醒周深宣布评分排名 12位选手启程共赴悉尼
本期节目延续上一期的内容，并在所有选手演出完毕之后，宣布各自的自我评估分数以及观众评估的分数。彭席彦获得摸底考核第一名。
2019-05-09第三期 刘雪婧高难度歌剧惊艳亮相 大魔王彭席彦考核遇挫
这一期选手抵达悉尼，首先熟悉了一下生活环境，然后和澳大利亚音乐学院（AIM）的教授及学生们进行了音乐交流和友好歌唱比赛。最终比赛成绩是中澳双方二比二平手。
2019-05-16第四期 学员解锁极限运动 李宝儿受惊吓猛掐周深
第四期学员们分成三组，被安排挑战悉尼的极限运动：高空跳伞记歌词、水上气垫冲浪唱歌、盲眼猜动物。节目展示了悉尼一些吸引人的旅游项目，这一期里面唱歌的内容较少，因而有观众字幕戏说“SingTour原来是Tour为主啊”“当成旅游节目还挺好看的”。周深带领一组成员前往悉尼动物园，全程和园长Chad用英语交流，并给一些学员做中英翻译。
2019-05-23第五期 周深悉尼街头献唱《大鱼》众人被高空跳伞吓到绝望
第五期，最终学员们为了整个团队的荣誉，克服自己的恐惧心理，努力完成任务，取得了较好的成绩，获得了各自的加分项。接下来，三组成员需要接受新的挑战，到指定的地方进行街头表演，并获取观众在T恤衫上签名。周深带头作为示范，在悉尼市中心CBD区演唱了《大鱼》并宣布挑战开始。
2019-05-30第六期 周深带队悉尼街头表演 Tangram助阵海城忆往事泪崩
第六期，三组成员各自到达指定的地方，在街头表演中和当地观众互动，并获取观众在T恤衫上的签名。周深作为帮唱嘉宾，参加了其中的一组，巧遇了一个中国大陆前往悉尼的旅游团，而且还是一个合唱团。在旅游团的提议下，在场人员合唱了《我和我的祖国》，让这首动人的歌曲唱响在了悉尼海德公园。街头挑战结束后，获得签名数量最多的一组获胜，可以全员进入下一个阶段进行舞台表演。另外两组则需队内推荐能够进入下一阶段的人选。最终在悉尼海滩演唱的小组获胜，四名成员全部进入下一个阶段获得舞台表演资格。另外两个小组共有三名成员获得了舞台表演资格。
2019-06-06第七期 Tangram热力助阵舞台 黄龄High歌燃爆全场
这一期黄龄和TANGRAM男团飞到悉尼为学员们的舞台表演助阵，并现场演唱了《High歌》等歌曲。学员们选择了各个年代有代表性的歌曲进行演唱，和台下的观众一起回忆了中国流行歌曲四十年的发展。节目还请到了旅澳华侨歌手蔡妙甜演唱了《路灯下的小姑娘》。
2019-06-13第八期 周深王若琳助阵总决赛 Vitas现场飙高音震撼全场
总决赛现场在悉尼"The Star"举行，比赛分两轮进行。进入第二轮的学员一共有五位，演唱完毕后，首先由在现场的201位VIP观众打分，然后四位音乐推荐人再把手里的票加给自己选中的学员。经过激烈的角逐，最后由彭席彦获得冠军，陈旭侃获得亚军，许天奇获得季军。另外网络上爱奇艺奇秀分贝榜投票中，温雅获得了最佳人气奖。在现场，苏醒演唱了Rap歌曲《Dream》, 王若琳演唱了《寒雨曲》，周深演唱了邓丽君的粤语代表作之一《忘记他》和自己的歌曲《随风》，Vitas演唱了意大利美声歌剧代表作之一花腔女高音炫技曲《拉美莫尔的露琪亚》和自己的成名曲《Opera2》，大神级的表演引得阵阵赞叹。周深和Vitas还合唱了一小段俄语版的《莫斯科郊外的晚上》。

### 播出信息
《唱给世界听》（Sing Tour）已正式定档爱奇艺综艺频道，于每周四晚上8点更新。